# Чемпионат Европы по дзюдо в абсолютной категории 2006
Чемпионат Европы по дзюдо 2006 года в абсолютной весовой категории прошёл 9 декабря в Нови-Саде (Сербия).

## Медалисты
| Дисциплины | Золото                      | Серебро                    | Бронза                                           |
| ---------- | --------------------------- | -------------------------- | ------------------------------------------------ |
| Мужчины    | Александр Михайлин · Россия | Евгений Сотников · Украина | Мартин Падар · Эстония Адам Окруашвили · Франция |
| Женщины    | Теа Донгузашвили · Россия   | Наталья Соколова · Россия  | Елена Иващенко · Россия Юлия Борисик · Польша    |